# Tírvia
Tírvia (em catalão e oficialmente) ou Tirvia (em castelhano) é um município da Espanha na comarca de Pallars Sobirà, província de Lérida, comunidade autónoma da Catalunha. Tem 8,76 km² de área e em 2021 tinha 131 habitantes (densidade: 15 hab./km²).

## Demografia
| Variação demográfica do município entre 1991 e 2004 | Variação demográfica do município entre 1991 e 2004 | Variação demográfica do município entre 1991 e 2004 | Variação demográfica do município entre 1991 e 2004 |
| --------------------------------------------------- | --------------------------------------------------- | --------------------------------------------------- | --------------------------------------------------- |
| 1991                                                | 1996                                                | 2001                                                | 2004                                                |
| 107                                                 | 116                                                 | 119                                                 | 131                                                 |